# A Dama da Zona
A Dama da Zona é um filme brasileiro de 1979, com direção de Ody Fraga.

## Sinopse
Mulheres de cortiço do bairro do Bexiga se tornam prostitutas, induzidas por uma mulata e um picareta.

## Elenco
- Marlene Silva
- Marlene França
- Hélio Porto
- David Neto
- Canarinho
- Lia Farrel
- Petty Pesce
- Sebastião Polônio
- Neide Ribeiro
- Cavagnole Neto
- Cláudio Cunha
- Nadia Destro… Margarida